# Astronomická observatoř Kourovka
Astronomická observatoř Kourovka, rusky Астрономическая обсерватория имени К. А. Бархатовой, je observatoř v Kourovce ve Sverdlovské oblasti v Rusku. Hvězdárna je provozována Institutem přírodních věd a matematiky, který je součástí Uralské federální univerzity. Je pojmenována po bývalé profesorce na Uralské federální univerzitě Klavdiji Alexandrovně Barchatové, sovětské astronomce.

## Popis
Astronomická observatoř Kourovka byla založena v roce 1965 Uralskou státní univerzitou (nyní Uralská federální univerzita), která založila již menší observatoř v roce 1957. V té době, koncem padesátých let, byl Sovětský svaz na vrcholu svého raného vesmírného programu a byla vypuštěna řada satelitů typu Sputnik. Jedním z hlavních zakladatelů observatoře byla astronomka Klavdija Alexandrovna Barchatova, která absolvovala univerzitu v roce 1941. Záměrem nové observatoře bylo sledovat pohyby umělých satelitů, přičemž zařízení se později rozšířilo o studium dalších aspektů astronomie.
Hvězdárna je vybavena pestrou řadou dalekohledů, které se využívají ke sběru dat pro ruské a mezinárodní programy. Mezi sledované objekty patří hvězdy, Slunce a další objekty bližší k Zemi. Hvězdárna také shromažďuje údaje, které jsou použity k objevu nových hvězdných systémů a exoplanet.
V roce 2005 byl na observatoři instalován výkonný dalekohled SBG. Hvězdárna hostí programy na vyhledávání exoplanet, projekt Kourovka Planet Search. Projekt využívá moderní dalekohledy observatoře, včetně ovládání dalekohledu (označených MASTER-I a MASTER-II-URAL) robotickou sítí. Konkrétně byly dalekohledy Kourovky použity k vyhledávání exoplanet v souhvězdí Labutě. Zařízení v Kourovce bylo také použito k provedení fotometrické studie V1033 Cas, vzácného typu proměnných hvězd.
Podle webových stránek observatoře je tato stránka jedinou astronomickou observatoří v Rusku v zeměpisných šířkách mezi Kazaní a Irkutskem.
V observatoři se koná každoroční studentská vědecká konference Fyzika vesmíru. Hvězdárna ve svých vědeckých programech spolupracuje s institucemi v Rusku, Německu, Austrálii, USA, Chile, Švédsku. Jsou prováděny na observatoři.
Po observatoři byla je pojmenována planetka 4964 Kourovka.
Observatoř zaznamenala let a výbuch Čeljabinského bolidu 5. února 2013 7:23 moskevského času nad územím Uralu.